# Suizid in Grönland
Suizid in Grönland ist ein wesentliches Problem. Das Land hat die höchste Suizidrate der Welt.

## Geschichte
Bis in die 1960er Jahre war Suizid in Grönland unüblich, begann sich dann aber ab 1970 stark zu verbreiten. In der zweiten Hälfte der 1980er Jahre erreichte die Suizidrate ihren Höhepunkt mit 117 Suiziden pro 100.000 Einwohner pro Jahr. Anschließend ging sie wieder zurück. Anfang der 2000er Jahre lag sie bei 84 und hat sich danach bis 2017 auf etwa 75 Suizide pro 100.000 Einwohner stabilisiert.

## Verbreitung
Suizide sind vor allem bei der jungen Bevölkerung verbreitet. Männer sind häufiger betroffen als Frauen. Geografisch konzentriert sich das Vorkommen auf Dorfbevölkerungen, vor allem im Norden und Osten Grönlands.
Im Jahr 2019 waren 23 von 38 Todesfällen unter 10- bis 29-jährigen Grönländern auf Suizid zurückzuführen, bei den 30- bis 59-jährigen gab es nur 19 Suizide, bei den über 60-jährigen nur 2. Ein Drittel der Suizide trat in den fünf nördlichsten und östlichsten Distrikten auf, obwohl dort nur ein Sechstel der Bevölkerung lebt. Bei einer Bevölkerung von rund 3000 Personen gab es alleine 8 Suizide in Ostgrönland (>260 Suizide pro 100.000 Einwohner). Nach Herz-Kreislauf-Erkrankungen und Krebs ist Suizid insgesamt die dritthäufigste Todesursache in Grönland.
2009 wurde von der Zeitschrift BMC Psychiatry ein Artikel veröffentlicht, der wiedergab, dass innerhalb von 35 Jahren (1968–2002) in Grönland 1351 Suizide vorgefallen sind. In dem Bericht konnte man erhebliche Saisonschwankungen der Suizidrate erkennen, gekennzeichnet durch Höchstwerte im Juni. Die Häufungen von Suiziden während der Sommermonate traten vermehrt in den Regionen nördlich des Polarkreises auf.
Eine Studie hat gezeigt, dass Suizid in der Arktis nicht nur in Grönland verbreitet ist. In Tschukotka ist die Suizidrate noch höher als in Grönland, Nunavut liegt auf dem dritten Platz.

## Ursachen
Die hohe Suizidrate wird üblicherweise mit der Modernisierung Grönlands ab den 1950er Jahren im Rahmen der G50-Politik und der nachfolgenden G60-Politik in Verbindung gebracht. Der Übergang der kolonial beeinflussten verhältnismäßig inuitisch-traditionellen Lebensweise der Bevölkerung in eine verwestlichte industrialisierte Gesellschaft sorgte für das Entstehen sozialer Probleme wie Alkoholismus, sexueller Missbrauch, Depression und Armut. Auch wenn die Modernisierung und die größten sozialen Probleme von der heute jungen Generation nicht mehr miterlebt wurde, wird vermutet, dass die Verbreitung von Suizid in den vergangenen Jahrzehnten Suizid noch heute zu einer akzeptableren und normalen „Lösung“ macht.
Die Häufung der Suizide in den Sommermonaten wurde mit Schlafstörungen infolge des ununterbrochenen Sonnenscheins begründet, was von anderer Seite zurückgewiesen wurde, da die Sonne in Grönland schon immer im Sommer scheint und nicht erst seit 1970.

## Präventive Maßnahmen
2004 beschloss die grönländische Regierung eine Präventionsstrategie gegen Suizide zu finden. Die erste Präventionsstrategie galt für die Jahre 2005 bis 2012. Von 2013 bis 2019 wurde eine neue Strategie verabschiedet. 2021 wurde eine neue Strategie für das Jahr 2022 angekündigt.
Gemäß der Strategie von 2013 bis 2019 werden Kurse für Sozialpädagogen, Personen im Gesundheits- und Bildungswesen sowie Kirchenangestellte angeboten, um die Seelsorgeberatung zu unterstützen. Diese sollen jährlich Kurse an allen Bildungsinstitutionen geben. Daneben soll Aufklärungsarbeit geleistet werden und gefährdete Personen früher gefunden und geholfen werden. Hinterbliebenen und anderen Betroffenen soll durch Beratung und Selbsthilfegruppen stärker geholfen werden. Zudem soll die Datenlage zu Suiziden in Grönland durch mehr Forschung verbessert werden.

## Rezeption
Die hohe Suizidrate ist ein wiederkehrendes Motiv in der grönländischen Literatur. Maaliaaraq Vebæks 1981 erschienener Debütroman Bussimi naapinneq handelt vom Leben einer Grönländerin in Dänemark bis zu ihrem Suizid. Niviaq Korneliussens 2020 veröffentlichter Roman Naasuliardarpi behandelt ebenfalls Suizid, diesmal in Ostgrönland. Das Buch gewann als erstes grönländisches den Literaturpreis des Nordischen Rates.